# Arhaična Grčija
Arhaična doba je obdobje grške zgodovine, ki je trajalo od 8. stoletja pr. n. št. do grške zmage nad Perzijo leta 479 pr. n. št. Sledila je grškemu temnemu veku.
Grški svet je v arhaični dobi prešel korenite spremembe. Močan porast prebivalstva na začetku obdobja je spodbudil veliko kolonizacijo, ki je grško kulturo razširila po vsem Sredozemlju. Nastale so polis, grške mestne države, ki so v Grčiji postale v prevladujoča oblika države. Do sredine 7. st. pr. n. št. so politično prevladovale aristokracije, nato pa so oblast prevzeli posamezni vladarji, tirani. Tiranije so bile običajno kratkotrajne, po njihovem padcu so se v 6. st. pr. n. št. pojavile prve demokracije. Prav tako so do sredine 7. st. pr. n. št. na bojnem polju prevladali hopliti, ki so se bojevali v falangi. Z razvojem grške abecede se je v arhaični dobi spet začela rabiti pisava. Zapisani sta bili tudi Iliada in Odiseja, najstarejši ohranjeni književni deli zahodnega sveta. V likovni umetnosti sta se pojavili monumentalno kiparstvo in rdečefiguralno lončarstvo. Politične, gospodarske, vojaške in kulturne spremembe arhaične dobe so postavile temelje klasični dobi, ki ji je sledila.
Na Peloponezu je polis Šparta osvojila sosednjo pokrajino Mesenijo in zasužnjila njeno prebivalstvo. Okoli 700 pr. n. št. je kot ustavo sprejela Veliko retro. S popolno militarizacijo špartanske družbe, ki je bila končana do 6. st. pr. n. št., in z ustanovitvijo Peloponeške zveze, ki jo je vodila, je Šparta postala najmočnejša sila na grškem kopnem. Atenska polis je povezala celotno pokrajino Atiko v eno državo. Leta 594/593 pr. n. št. je atenski državnik Solon izvedel reforme, ki so napovedovale demokratično ureditev: dejansko je demokracijo uvedel Klejsten leta 508/507 pr. n. št. Leta 490 pr. n. št. je Grčijo napadla Perzija, vendar jo je uspešno odbila vsegrška Helenska zveza, ustanovljena leta 481 pr. n. št. Atene so iz grško-perzijskih vojn izšle kot pomorska velesila.

## Zgodovina
Beseda arhaičen izvira iz grške besede archaios, kar pomeni 'star' in se v starogrški zgodovini nanaša na obdobje pred klasičnim. Trajalo je od začetka 8. stoletja do začetka 5. stoletja pr. n. št., mejnika sta prve olimpijske igre leta 776 pr. n. št. in drugi perzijski vdor v Grčijo leta 480 pred našim štetjem, ki sta začetni in končni datum tega obdobja. Za arhaično obdobje je dolgo časa veljalo, da je bilo manj pomembno in zgodovinsko zanimivo kot klasično obdobje ter so ga proučevali kot predhodnika slednjega. V zadnjem času pa so arhaično Grčijo začeli študirati zaradi njenih dosežkov. S to ponovno presojo pomembnosti arhaičnega obdobja so nekateri znanstveniki nasprotovali izrazu arhaičen, ker v angleščini pomeni primitivno in zastarelo. Noben predlagani izraz ni dobil široke podpore, zato je izraz še vedno v uporabi. 
O arhaičnem grškem obdobju nimamo veliko pisnih dokazov. Nekaj opisov takratnega življenja je v poeziji in epigrafskih zapisih, pa tudi v zakonikih, napisih na votivnih darilih in epigramih na grobnicah. Vendar po količini jih ne moremo primerjati z zapisi za klasično obdobje. Kar manjka v pisnih dokazih, nadomeščajo bogate arheološke najdbe iz arhaičnega grškega sveta. Velik del našega znanja o klasični grški umetnosti izvira iz kasnejših rimskih kopij, kar pa je ohranjeno iz arhaičnega obdobja, je izvirna grška umetnost. 
Drugi viri za to obdobje so opisi pri poznejših grških pisateljih, kot je Herodot, vendar pa niso del kakršne koli oblike zgodovine, kot bi jo prepoznali danes, saj jim ni vedno verjeti. Herodot ni nikoli zapisal nobenega datuma pred 480 pr. n. št.

## Politični razvoj
Politično se je v arhaičnem obdobju razvil polis (ali mestna država) kot prevladujoča enota politične organiziranosti. Številnim mestom po vsej Grčiji so vladali avtokratski voditelji, ki so se imenovali tirani. V obdobju sta se razvila tudi pravo in sistem skupnega odločanja, kar dokazujejo najzgodnejši zakoniki in ustavni ustroj. Zdi se, da sta se do konca arhaičnega obdobja atenska in špartanska ustava razvili v svoji klasični obliki.

### Razvoj polisov
Arhaično obdobje je pomembno za razvoj urbanizacije in zasnovo polisa, kot je bila uporabljena v klasični Grčiji. V Solonovem času, če ne prej, je beseda polis dobila svoj klasični pomen . Čeprav se je polis kot politična skupnost še vedno razvijal, je bil kot mestno središče dosežek 8. stoletja. Toda polis v arhaičnem obdobju ni postal prevladujoča oblika družbenopolitične organizacije po vsej Grčiji, na severu in zahodu države je prevladoval šele v klasičnem obdobju. 
Urbanizacija je v arhaični Grčiji znana kot sinojkizem – združevanje več manjših naselij v eno samo mestno središče – in se je razvijala v večjem delu Grčije v 8. stoletju pr. n. št. Atene in Argos na primer sta se začela povezovati s posameznimi naselji po koncu tega stoletja. V nekaterih naseljih je to fizično poenotenje potrjeno z gradnjo obrambnega mestnega obzidja, kot se je zgodilo v Smirni sredi 8. stoletja in Korintu do sredine 7. st. pr. n. št. 
Zdi se, da lahko razvoj polisa kot družbenopolitične strukture, ne pa zgolj geografskega poenotenja, pripišemo urbanizaciji, pa tudi precejšnjemu povečanju prebivalstva v 8. stoletju. Ta dva dejavnika sta ustvarila potrebo po novih oblikah politične organiziranosti, saj so politični sistemi iz začetka arhaičnega obdobja hitro postali nedelujoči. 

#### Atene
Čeprav je na začetku klasičnega obdobja mesto Atene kulturno in politično prevladovalo vse do poznega 6 stoletja pr. n. št., ni bilo vodilna sila v Grčiji. 
Poskus državnega udara, ki ga je vodil Kilon Atenski, je najzgodnejši dogodek v atenski zgodovini, ki je jasno potrjen v antičnih virih in se je odvijal okoli leta 636. Zdi se, da se je v tem času atenska monarhija že končala in jo je zamenjal arhont kot najpomembnejši izvršilni uradnik v državi, čeprav je bil le član atenske aristokracije (eupatridae). 
Prve zakone v Atenah je določil Drakon leta 621/0, a zakon o umoru je bil edini, ki je preživel klasično obdobje. Drakonov zakon je bil namenjen zamenjavi osebnega maščevanja kot prvi in edini odziv posameznika na kaznivo dejanje, storjeno proti njemu.  Zakonu pa ni uspelo preprečiti napetosti med bogatimi in revnimi, ki so spodbudile Solonove reforme. 
Leta 594/3 pr. n. št. je Solon postal arhont in mediator.  Kaj točno je sestavljalo njegove reforme, je negotovo. Trdil je, da je odstranil zadolžne kamne (horoi), zasužnjeno zemljo je spremenil v svobodno posest in s tem podprl kmete. Zaradi odpustitve dolgov so bili prizadeti zemljiški posestniki. Solon je nakazal tudi odpravo suženjstva za dolžnike in določil meje, kdaj se lahko odobri atensko državljanstvo.
Solon je sprožil radikalno ustavno reformo. Plemenito rojstvo je pomenilo usposobljenost za uradnika z dohodki. Najrevnejši (thetes) niso mogli postati uradniki, lahko pa so se udeležili skupščine in sodišča, medtem ko so bili v najbogatejšem razredu (pentacosiomedimni) ljudje, ki so izpolnjevali pogoje za zakladnika in morda arhonta. Solon je ustanovil tudi svet štiristotih, ki je razpravljal o predlogih, ki so prišli v skupščino. Končno, Solon je bistveno zmanjšal pristojnosti arhonta, ker je podelil državljanom pravico do pritožbe; njihov primer je bil obravnavan na skupščini. 

#### Antična Šparta
Špartanska ustava je dobila obliko, ki jo bo imela v klasičnem obdobju, v 8. stoletju pr. n. št. Prva mesenijska vojna je bila verjetno od približno 740 do 720 pred našim štetjem. Okrepila se je pristojnost geruzije (državni zbor starejših mož v Šparti) proti skupščini, prebivalce Mesenije so zasužnjili kot helote. Približno v istem času so eforji (visoki državni uradniki, nadzorniki javnega življenja v Šparti) dobili pooblastila za omejevanje ukrepov kraljev Šparte. 

### Kolonizacija
V 8. in 7. stoletju pr. n. št. so se Grki začeli širiti po Sredozemlju, Marmarskem morju in Črnem morju, ne le kot trgovci, ampak so se tudi naseljevali. Te grške kolonije niso bile kot rimske kolonije odvisne od matičnega mesta, ampak so bile neodvisne mestne države.
Grki so se naseljevali zunaj Grčije na dva različna načina: ustanavljali so stalna naselja, ki so bila oblikovana kot neodvisni polisi, ter trgovske postojanke, kar zgodovinarji imenujejo emporij, ki so jih zasedali Grki in drugi. V prvi vrsti so se ukvarjali z izdelavo in prodajo blaga. Tako naselje so našli na vzhodu v današnji severni Siriji Al Mina in na zahodu na otoku Ischia (Pitekuza) v Tirenskem morju.
Prve grške kolonije so bile na Siciliji. Mnoge so ustanovili ljudje iz Halkide, pa tudi iz drugih grških držav, kot sta bili Korint in Megara, in so bile zgodnje kolonije na tem območju. Do konca 8. stoletja pr. n. št. so bila grška naselja v južni Italiji že uveljavljena. V 7. stoletju pr. n. št. so se grški kolonisti razširili na območja, ki so bila naseljena. Na zahodu so kolonije ustanavljali skoraj do Marseilla, na vzhodu ob severnem Egejskem morju, Marmarskem in Črnem morju. Prevladujoči kolonizator v teh krajih je bil Milet. Ob istem času so zgodnje kolonije, kot so Sirakuze in Megara Hiblaja, začele tudi same ustanavljati kolonije. 
Sicilija in južna Italija sta bili med največjimi območji grške kolonizacije. V južni Italiji je bilo dejansko toliko grških naselij, da je bila v antiki znana kot Magna Graecia – Velika Grčija. Ugotovljeno je bilo, da je v zadnjem četrtletju 8. stoletja nastala povprečno ena kolonija vsako drugo leto in grške koloniste še vedno najdemo mestih v Italiji do srede 5. stoletja pr. n. št. 

### Tiranija
Arhaična Grčija se je od sredine 7. stoletja pr. n. št. včasih imenovala doba tiranov. Beseda τύραννος (tyrannos, od tod ime 'tiran') se je prvič pojavila v grški literaturi v Arhilohovi pesmi, ki v lidijski pisavi opisuje vladarja Gigesa. Najstarejši grški tiran je bil Kipsel, ki je prevzel oblast z državnim udarom leta 655 pred našim štetjem. Sledila je vrsta drugih sredi 7. stoletja, kot sta Ortagora v Sikionu in Teagen iz Megare. [43]
Znane so različne razlage za vzpon tiranije v 7. st. pr. n. št.. Najbolj priljubljena od teh razlag sega do Aristotela, ki je trdil, da so bili tirani vladarji, ki so jih ustoličili ljudje v odgovor na to, da je plemstvo postajalo vse manj strpno. Ker ni dokazov o tem, da je bilo v tistem obdobju plemstvo vedno bolj ošabno, so sodobne razlage tiranije poskušale najti druge razloge za nemire med ljudmi. Drews trdi, da so tirane postavili posamezniki, ki so imeli zasebno vojsko, in da zgodnji tirani niso potrebovali podpore ljudi, medtem ko Hammond meni, da so tirani posledica notranjih spopadov med tekmovalnimi oligarhi, ne pa med oligarhi in ljudmi.
V zadnjem času pa so zgodovinarji začeli dvomiti o obstoju obdobja tiranov v 7. st. pr. n. št. V arhaičnem obdobju grška beseda tyrannos po mnenju Victorja Parkerja ni imela negativnega pomena, dobila ga je, ko je Aristotel napisal svojo ustavo za Atence. Ko je Arhiloh uporabil besedo tiran, je bil to sinonim za anax (arhaična grška beseda za 'kralj'). Parker datira prvo uporabo besede tyrannos v negativnem smislu v prvi polovici 6. stoletja pr. n. št., vsaj petdeset let po tem, ko je Kipsel prevzel oblast v Korintu. Šele v času Tukidida so besedi tyrannos in basileus ('kralj') dosledno razlikovali. Podobno je Greg Anderson trdil, da arhaični grški tirani niso veljali za nezakonite vladarje in jih ni mogoče razlikovati od drugih vladarjev v istem obdobju.

## Demografija
Grško prebivalstvo se je v 8. stoletju podvojilo, kar je povzročilo več naselij in tudi večja so bila kot prej. To je bila posledica rasti prebivalstva v celotni sredozemski regiji v tem času, vzrok so bile lahko vremenske spremembe med 850 in 750 pr. n. št., ki so regiji prinesle hladnejše in bolj mokro podnebje. Prebivalstvo se je širilo na neobdelana zemljišča v Grčiji, kar je bil vzrok za kolonizacijo v tujini. 
Človeški ostanki kažejo, da se je povprečna starost ob smrti v arhaičnem obdobju povečala, vendar niso jasni drugi ukrepi zdravja. Velikost hiš kaže na blaginjo v družbi; v 8. in 7. stoletju je povprečna velikost hiše ostala nespremenjena – okoli 45–50 m², vendar se je število zelo velikih in zelo majhnih hiš povečalo, kar kaže na vse večjo gospodarsko neenakost. Od konca 7. stoletja se je to spremenilo, hiše so bile grajene tesno skupaj.

## Gospodarstvo

### Kmetijstvo
V arhaičnem obdobju še niso bile vse primerne njive v Grčiji obdelane. Zdi se, da so bile majhne, kohezivne enote, skoncentrirane v bližini naselij. Bile so zelo razpršene, istočasno je raslo veliko različnih pridelkov, da bi zagotovili njihovo uporabo vse leto in da ne bi bilo preveč hudo, če bi kakšen pridelek propadel. Kolobarjenje je bilo v navadi, izmenično so gojili stročnice in žito (ječmen in zdrob), vsako drugo leto je bilo zemljišče v prahi. Kmetje so gojili tudi vinsko trto, oljke, sadje in zelenjavo ter poljščine za prodajo v lokalnih središčih in tujini. Živinoreja je bilo drugotnega pomena. Ovce in koze so gojili za meso, mleko, volno in gnojilo, vendar jih je bilo težko vzdrževati, velike črede so bile znak izjemnega bogastva. Skupina volov je precej povečala kmetijsko pridelavo, vendar je bila draga za vzdrževanje. Konji in velike črede goveda so bili domena zelo bogatih.
Ta vzorec se je verjetno razvil pred začetkom obdobja in ostal razmeroma dosledno ves čas. Ideja, da je sledilo obdobje pastirstva in da je kmetijstvo postalo prevladujoče v arhaičnem obdobju, ni podprto z arheološkimi ali literarnimi dokazi. Nobene tehnološke novosti v kmetijstvu se niso pojavile, razen morda povečana uporaba železnega orodja in intenzivnejša uporaba gnojil. 
Glavni vir o kmetijstvu v tem obdobju je Heziodovo delo Dela in dnevi z napotki za poljedelska opravila. Daje vtis, da so poznali zelo majhna samooskrbna gospodarstva, na katerih je lastnik opravil večino dela sam; natančno branje razkriva, da je bilo veliko izdelkov namenjenih za prodajo, da so imeli sužnje (douloi ali dmoes) in da je lastnik veliko časa preživel stran od kmetije. Delo sužnjev so dopolnili z delavci, ki so delali za plače kot zakupniki (hektemoroi v Atenah) ali za odplačilo dolgov; zdi se, da se je ta praksa v 8. stoletju povečala z rastjo prebivalstva in povečanim številom del, ki so bila na voljo, ter se okrepila v 7. stoletju z razvojem pravno obvezujočih dolgov; status delavcev je vse bolj postajal vir socialnih nemirov. 

### Trgovina
V poznem 8. stoletju pr. n. št. je arhaični grški svet postal del trgovinske mreže po vsem Egejskem morju. Trgovina je bila vir orientalskih vplivov na grško umetnost v zgodnjem arhaičnem obdobju. Na zahodu je bila medtem v razcvetu trgovina med Korintom in Veliko Grčijo v južni Italiji in na Siciliji.
Vzhodna trgovina je zajemala predvsem grške otoke, Ajgina na primer je bila posrednica med vzhodom in grško celino. Vzhodne grške države so postale zelo uspešne po 6. stoletju zaradi trgovine z Azijo in Egiptom. Od celinskih mest so bila pomembna obalna mesta, predvsem Korint.
V zgodnjem arhaičnem obdobju Atene še najbrž niso bile posebej dejavno vključene v to vzhodno trgovino, saj je bilo do začetka 7. stoletja najdenih zelo malo uvoženih izdelkov. Po drugi strani pa je bilo v bližini Evboje teh trgovinskih povezav z vzhodom veliko že v prvi polovici 8. stoletja, najstarejša lončenina z grških otokov v Al Mini v sodobni Siriji je z Evboje. 
Od 6. stoletja je bila Grčija del trgovske mreže, ki je obsegala celotno Sredozemlje. Lakonijska keramika je bila najdena celo v Marseillu in Kartagini na zahodu, Kreti na jugu in Sardah na vzhodu. [71]

### Denar
Na začetku arhaičnega obdobja kovancev še niso izumili. Grki so za vrednotenje predmetov ali glob uporabljali nekatere dragocene predmete, kot so vol, tripod in kovinsko bodalo. Kot na Bližnjem vzhodu so na začetku 6. stoletja uporabljali kot menjalno sredstvo plemenite kovine, najprej zlato, predvsem pa srebro. Teža teh plemenitih kovin je bila izmerjena z uporabo standardnih enot, imenovanih po vrednosti v smislu kovinskih koščkov (obeloi) in pesti (drachmai); ti izrazi so se kasneje uporabljali kot imena za grške apoene kovancev. 
Kovance so izumili v Lidiji okoli 650 pr. n. št. Grška skupnost v zahodni Mali Aziji jih je hitro sprejela, čeprav je starejši sistem plemenitih kovin ostal v uporabi še po tem. Otok Ajgina je začel izdajati svoje značilne kovance, želve, pred 550 pred našim štetjem. Od tam so se kovanci razširili v Atene, Korint in na Kiklade v 540-ih pr. n. št., v južno Italijo in na Sicilijo pred 525 pred našim štetjem in Trakijo pred 514 pred našim štetjem. Večina teh kovancev je bila zelo majhna in so se večinoma uporabljali le v skupnosti, ki jih je izdala, le želve iz Ajgine (od 530 ali 520 pred našim štetjem) in sove v Atenah (od 515 pred našim štetjem), so bile izdane v veliki količini in so jih izvažali po vsem grškem svetu. 
Podobe na kovancih so se sprva hitro spreminjale, vsaka skupnost je imela eno ali več podob. Nekatere so bile simboli ali podobe pomembnega božanstva v mestu ali vizualna besedna igra imena mesta, vendar je v mnogih primerih njihov pomen nejasen, morda tudi niso bile izbrane zaradi kakšnega posebnega razloga. 
Razlogi za hitro in splošno sprejetje kovancev niso povsem jasni. Ena od možnosti je povečana enostavnost poslovanja, ki jo omogočajo kovanci. Kovanci so bili standardiziranih uteži, kar je pomenilo, da se njihova vrednost določa brez tehtanja. Poleg tega ni bilo treba uporabnikom ugotavljati čistosti srebra. Kovanec, ki ga je skupnost izdala, je bila obljuba, da je bila vrednost zajamčena. Druga možnost je, da je bil kovanec sprejet zato, da je omogočil skupnosti izplačilo državljanom, plačancem in obrtnikom pregledno, pošteno in učinkovito. Podobno je bilo, ko so morali premožni člani skupnosti prispevati bogastvo skupnosti za festivale in opremo mornarice. Tretja možnost je, da je bilo sprejetje kovancev izraz neodvisnosti in identitete skupnosti, a se zdi ta možnost zastarela. 

## Umetnost
V likovni umetnosti je za arhaično obdobje značilen premik k reprezentančnim in naturalističnim slogom. To je bilo obdobje, v katerem je bil v Grčiji uveden monumentalen kip, pri katerem je grško lončarstvo dočakalo veliko sprememb, od ponavljajočih se vzorcev poznega geometričnega obdobja do prvih rdečefiguralnih vaz. Za zgodnje arhaično obdobje so bili značilni orientalski vplivi v lončarstvu in kiparstvu. To je bilo inovativno obdobje grške literature, saj se je razvila grška pisava in ustvarjena je bila grška poezija.

### Kiparstvo
V tem obdobju so se v Grčiji pojavile človeške skulpture iz kamna v naravni velikosti. Navdih so dobili verjetno v staroegipčanskih kamnitih skulpturah. V Grčiji so ti kipi najbolje ohranjeni kot verski kipi in nagrobniki, enake tehnike pa so bile uporabljene tudi za kultne podobe. 
Najbolj znane vrste arhaičnega kiparstva so kuros in kóre, kipi mladega golega moškega in oblečene ženske v približni naravni velikosti ali večji, ki so bili razviti sredi 7. stoletja pred našim štetjem na Kikladih. Verjetno so prve kore predstavljale Nikandre, ki so bile posvečene Artemidi v njenem templju na Delosu med 660 in 650 pred našim štetjem. Kuros in kora sta se uporabljala za predstavljanje ljudi in božanstev. Nekateri kurosi, kot je Naksoški kolos iz okoli leta 600 pred našim štetjem, predstavljajo Apolona, Kora Frazikleja pa predstavlja mlado žensko, katere grob je označevala.
V 6. stoletju kurosi iz Atike postanejo bolj realistični in naturalistični, vendar se ta usmeritev ni pojavila drugje v grškem svetu. V zadnjem delu 6. stoletja jih je vedno manj, saj se je eliti, ki je naročala kurose, zmanjšal vpliv. Okoli 480-ih niso bili več omenjeni.
Nekateri najbolj znani kurosi so:
- Sounionski kuros, marmor iz Naksosa, okoli 590 pr. n. št., visok 3 m, danes v Narodnem arheološkem muzeju v Atenah.
- Metropolitanski ali Newyorški kuros, okoli 590–580 pr. n. št.; danes v Metropolitanskem muzeju umetnosti v New Yorku.
- Kleobis in Biton ali Delfska dvojčka, kipar Polimed iz Argosa. Danes v Arheološkem muzeju v Delfih.
- Krojz ali Anaviški kuros, okoli 530 pr. n. št., imenovan po napisu na podstavku, marmor.
- Münchenski kuros, okoli 540 pr. n. št., danes v Gliptoteki v Münchnu.
- Moskofor ali Nosač teleta, 670 pr. n. št.; najden v fragmentih na pokopališču kipov na Akropoli v Atenah. Glede na napis na bazi je bil kip votivna daritev boginji Ateni nekega Ronbosa.
- Rampinov jezdec, okoli 550 pr. n. št.; kip si delita Louvre in Atene, vsak del originala in rekonstrukcije.

Nekatere najbolj znane kore so:
- Peplos kore, 530 pr. n. št., 117 cm visok kip iz belega marmorja.
- Dama iz Auxerra, 640–630 pr. n. št.; morda dekliška boginja Perzefona; danes v Louvru.
- Antenorjeva kora, 530–520 pr. n. št., marmor; kip je visok 201 cm, zdaj ga hranijo v muzeju na Akropoli.

Iz tega obdobja so pomembne tudi kiparske skupine, ki so bile v timpanonih templjev in na metopah. 
Znana je kompozicija iz Artemidinega templja na Krfu iz okoli 580 pr. n. št. V sredini je meduza, na obeh straneh sta leva, na vogalih neke manjše figure.
Dobro so ohranjene figure iz Afajinega templja na Ajgini (okoli 500 pr. n. št.), danes v Gliptoteki v Münchnu. Dva timpanona predstavljata zgodbi: Heraklej osvaja Trojo in Grki osvajajo Trojo.
Ne nepomembne so nagrobne stele v obliki slopa, ki stoji na bazi, s kapitelom, na vrhu katerega je sfinga. Nekateri slopi so bili reliefno obdelani. Znani so: Aristionova (tudi Maratonska) stela (510 pr. n. št.) iz pentelikonskega marmorja, visoka 2,02 m, nagrobnik starca, delo Alksenorja z Naksosa, Anasandrova stela, in druge. Stele pogosto kažejo arhetipe likov, moškega športnika, v Atenah se je razvijal prizor z več osebnostmi, pogosto družine ali gospodinjski prizori.

### Keramika
V tem obdobju se je spremenila dekoracija grškega lončarstva, iz abstraktnega v figurativni slog. 8. stoletje kaže razvoj orientaliziranega sloga, ki kaže odmik od geometričnega sloga prejšnjega temnega obdobja in kopičenja vplivov, ki izhaja iz Fenicije in Sirije.
Na začetku 7. stoletja pr. n. št. so vazni slikarji v Korintu začeli razvijati črnofiguralni slog. Ob istem času so lončarji začeli uporabljati vrezovanje v glino, da bi prišli obrisi v notranjost.
Ko se je arhaično obdobje bližalo koncu, so v Atenah izumili rdečefiguralno lončarstvo, pri čemer so bili prvi primeri narejeni okoli 525 pred našim štetjem, verjetno slikarja Andokida. Izum rdečefiguralne tehnike v Atenah je nastal ob približno istem času kot tehnika bele podlage in Sixova tehnika.

## Vojaški razvoj
V arhaičnem obdobju je bil najpomembnejši vojaški razvoj sprejetje hoplitov v vojskovanje. To se je zgodilo v prvem delu 7. stoletja pr. n. št. Panoplía ali hoplitski oklep se je začel pojavljati v 8. stoletju, prvi znan primer je iz Argosa iz poznega 8. stoletja. 
Medtem ko so bili posamezni kosi, ki so sestavljali opremo, v uporabi do konca 8. stoletja, je prvi dokaz za kompleten oklep okoli leta 675 pred našim štetjem, ko je bil upodobljen na korintski vazi. Taktiko falange, ki so jo uporabljali hopliti v klasičnem obdobju, se je verjetno uporabljala do sredine 7. stoletja; prej je veljal starejši slog bojevanja, pri katerem so se s kopji vrgli na sovražnika. 
V pomorstvu se je v arhaičnem obdobju razvila triera. V 8. stoletju je grška mornarica začela uporabljati ladje z dvema vrstama vesel in zdi se, da so triere postale priljubljene v 7. stoletju. Korint je bil verjetno prvi kraj v grškem svetu, ki je sprejel triere sredi 7. stoletja pr. n. št. Šele sredi 6. stoletja je triera postala najbolj priljubljena oblika grške bojne ladje. Po Tukididu je bilo to obdobje prvih grških pomorskih bitk, ki jih datira v leto okoli 664 pr. n. št. 